# Otto Weinkamm
Otto Weinkamm (ur. 13 lutego 1904 w Aschaffenburgu, zm. 27 stycznia 1968 w Augsburgu) – niemiecki polityk, prawnik i samorządowiec, parlamentarzysta krajowy i europejski, członek rządu landowego Bawarii.

## Życiorys
Po ukończeniu szkoły średniej w Augsburgu studiował prawo, ekonomię i politologię na Uniwersytet Ludwika i Maksymiliana w Monachium. Od 1929 praktykował jako adwokat w Augsburgu, specjalizując się w prawie podatkowym. W latach 1929–1933 zasiadał w radzie miejskiej Augsburga z ramienia Bawarskiej Partii Ludowej. W 1942 zmobilizowany do jednostki wywiadowczej Luftwaffe, gdzie służył do końca wojny.
Po II wojnie światowej należał do założycieli Unii Chrześcijańsko-Społecznej w Augsburgu. W 1945 został doradcą ds. ekonomicznych we władzach tego miasta, a w 1946 wybrany jego nadburmistrzem (nie zatwierdziły go jednak władze okupacyjne). Następnie do 1952 był radcą prawnym w urzędzie miasta, ponadto sekretarzem stanu (1950–1952) i ministrem sprawiedliwości (1952–1954) w rządzie landowym Bawarii. Zasiadał w Radzie Ekonomicznej Bizonii (tymczasowym parlamencie RFN, 1947–1949), landtagu Bawarii (1953–1957), Bundestagu (1957–1965) oraz Parlamencie Europejskim (1959–1966).

## Odznaczenia
Odznaczony Wielkim Krzyżem Zasługi z Gwiazdą Orderu Zasługi Republiki Federalnej Niemiec oraz Bawarskim Orderem Zasługi (1961).